# العباس بن موسی
العباس بن موسی (عربی: العباس بن موسى بن عيسى؛ درگذشته ۸۱۵) فرمانروای مصر در دوران خلافت عباسی بود.